# Teatro del Popolo (Kiev)
Il Teatro nazionale ucraino del Popolo (in russo Государственный украинский народный театр?, Gosudarstvennyj ukrainskij narodnyj teatr) operò a Kiev, in Ucraina, dal 1918 al 1922 presso la Casa della Trinità. Il suo direttore fu Panas Saksahans'kyj e il suo palinsesto comprendeva il repertorio occidentale, distaccandosi dall'opera etnografica locale. Tra i lavori più noti che si vi tennero si ricordano quelli di Ivan Karpenko-Karyj, I masnadieri di Friedrich Schiller, Uriel Acosta di Karl Ferdinand Gutzkow e Otello di William Shakespeare. Nonostante l'ordine di chiusura del teatro del 1919 da parte delle autorità sovietiche, esso continuò ad operare sotto forma della compagnia itinerante di Saksahans'kyj fino al 1922, quando al suo posto fu fondato il Teatro Zan'kovec'ka.